# 二叶鲜黄连
二叶鲜黄连（学名：Jeffersonia diphylla ）是小檗科，二叶鲜黄连属的唯一种，为多年生草本植物，是一种隐芽植物，每年入冬时地上部分枯死，春天气温回暖时再萌发。
二叶鲜黄连自然分布于北美洲，地理范围从加拿大东南部延伸至美国的北部、东部及中部。部分观点主张将其姊妹群单型属——鲜黄连属并入二叶鲜黄连属中合并，而另一派观点则认为这两个类群的DNA早在两千多万年前的中新世就已开始趋异演化，并且在形态、地理分布上也区别明显，因此应独立为两属。